# بلو ماونتنز، انتاریو
بلو ماونتنز، انتاریو (به انگلیسی: The Blue Mountains, Ontario) یک منطقهٔ مسکونی در کانادا است که در شهرستان گری، انتاریو واقع شده‌است. بلو ماونتنز ۷٬۰۲۵ نفر جمعیت دارد.